# Alternative Airplay
Alternative Airplay (ранее как Alternative Songs и Modern Rock Tracks) — еженедельный хит-парад 40 наиболее часто проигрываемых рок-радиостанциями США песен альтернативной и современной рок-музыки. Публикуется с 10 сентября 1988 года американским журналом Billboard и до 2009 года назывался Modern Rock Tracks и Hot Modern Rock Tracks. Существует также чарт Hot Mainstream Rock Tracks. Вместе с данными по всем форматам продаж (физические носители, интернет, видео) они все вместе составляют объединённый рок-чарт Rock Songs. Alternative Airplay включает такие направления как инди-рок, инди-поп и синти-поп, в то время как Mainstream Rock склоняется к более гитарному альтернативному року, хард-року и хэви-металу.
В июне 2020 году радиоэфирный Alternative Songs был переименован в Alternative Airplay, чтобы не путать с новым мультиметрическим чартом Hot Alternative Songs (соответственно, Hot Rock Songs был переименован в Hot Rock & Alternative Songs).

## История
Этот хит-парад полностью основан на проигрывании хитов на радиостанциях и является компонентом основного чарта Billboard Hot 100. В 2008 году приблизительно 80 радиостанций подвергались электронному мониторингу 24 часа в сутки, 7 дней в неделю с помощью Nielsen Broadcast Data Systems. Песни ранжируются по результатам общего количества проигрываний в неделю с учётом размера аудитории каждой радиостанции.
Многие рок-артисты, которые не выпускали синглы, не попадали в главный хит-парад Hot 100 до декабря 1998 года, но были очень успешны в Modern Rock Tracks.
В первые годы своего существования чарт не учитывал проигрывание рок-композиций на коммерческом радио, а принимал в расчёт только специализированные рок-радиостанции, которых было гораздо меньше. Поэтому он включал и представителей электронной музыки и пост-панка. Постепенно альтернативный рок стал больше напоминать «mainstream» (особенно после взрыва популярности стиля гранж в 1990-х годах), и чарты Modern Rock Tracks и Mainstream Rock Tracks стали очень похожими друг на друга. Сегодня чарт Alternative Songs отдаёт большее предпочтение группам альтернативного рока, инди-рока и панк-рока, в то время как Mainstream Rock Songs представляет собой сочетание хард-рока и хэви-метала.
Чарт был переименован в Alternative Songs 20 июня 2009 года после того, как журнал Billboard полностью поглотил журнал Radio & Records (R&R), где существовал сходный хит-парад.
Первой песней на первом месте Modern Rock Tracks была «Peek-a-Boo» группы Siouxsie and the Banshees.
13 июня 2020 года произошли новые изменения, заставившие и заменить имя Alternative Songs на новое Alternative Airplay. Hot Rock Songs был переименован в Hot Rock & Alternative Songs (50 позиций) и добавлены новые чарты: Hot Alternative Songs (только песни, отнесённые к различным альтернативным категориям) и Hot Hard Rock Songs (только гитарные рок-песни с более тяжёлым звучанием), все на 25 позиций и на мультиметрике Billboard Hot 100 с учётом стриминга, радиоэфира и продаж. Поэтому, чтобы не путать сходные названия было решено для радиоэфирного Alternative Songs новое именование Alternative Airplay.
Отдельно были введены и другие радиочарты рок-музыки: Mainstream Rock Airplay (1981), Alternative Airplay (1988), Adult Alternative Airplay (1996) и Rock & Alternative Airplay (2009).

## Рекорды

### Наибольшее количество песен № 1 в чарте
Red Hot Chili Peppers (12)
Linkin Park (11)
Green Day (9)
U2 (8)
Foo Fighters (7)

### Наибольшее количество недель на первом месте
19 недель
«Madness» — Muse (2012—2013)
18 недель
«The Pretender» — Foo Fighters (2007)
17 недель
«Uprising» — Muse (2009-10)
16 недель
«Scar Tissue» — Red Hot Chili Peppers (1999)
«It's Been Awhile» — Staind (2001)
«Boulevard of Broken Dreams» — Green Day (2004-05)
15 недель
«Sex and Candy» — Marcy Playground (1997-98)
«What I’ve Done» — Linkin Park (2007)
14 недель
«By the Way» — Red Hot Chili Peppers (2002)
«Dani California» — Red Hot Chili Peppers (2006)
13 недель
«Otherside» — Red Hot Chili Peppers (2000)
«How You Remind Me» — Nickelback (2001)
12 недель
«Hemorrhage (In My Hands)» — Fuel (2000-01)
«Numb» — Linkin Park (2003-04)
«New Divide» — Linkin Park (2009)
«Somebody That I Used to Know» — Готье при участии Кимбры (2012)
11 недель
«My Own Worst Enemy» — Lit (1999)
«Kryptonite» — 3 Doors Down (2000)
«Pork and Beans» — Weezer (2008)
«You're Gonna Go Far, Kid» — The Offspring (2008)
«Lay Me Down» — The Dirty Heads featuring Rome Ramirez (2010)
«Lonely Boy» — The Black Keys (2011—2012)
10 недель
«Wonderwall» — Oasis (1995-96)
«All My Life» — Foo Fighters (2002-03)

### Наибольшее количество песен в Top-5
Green Day (17)
Foo Fighters (13)
Linkin Park (13)
U2 (13)
The Smashing Pumpkins (12)

### Наибольшее суммарное количество недель на первом месте
Red Hot Chili Peppers (85)
Foo Fighters (74)
Linkin Park (71)
Green Day (50)
Muse (35)
U2 (32)
R.E.M. (31)

### Песни, сразу дебютировавшие на первом месте
«What's the Frequency, Kenneth?» — R.E.M. (1994)
«Dani California» — Red Hot Chili Peppers (2006)
«What I've Done» — Linkin Park (2007)
- Альбом Meteora 2003 года группы Linkin Park дал наибольшее число хитов № 1 (5).